# Ферниц (Штирия)
Ферниц (нем. Fernitz (Steiermark)) — коммуна в Австрии, в федеральной земле Штирия.
Входит в состав округа Грац.  Население составляет 3166 человек (на 1 июля 2006 года). Занимает площадь 10,58 км².

## Политическая ситуация
Бургомистр коммуны — Карл Циглер (АНП) по результатам выборов 2005 года.
Совет представителей коммуны (нем. Gemeinderat) состоит из 15 мест.
- АНП занимает 9 мест.
- СДПА занимает 4 места.
- Партия FAIR занимает 2 места.